# 難波撫子
《難波撫子》（日语：なにわなでしこ）是日本電視台由2011年7月12日至同年12月28日播放的深夜綜藝節目。

## 概要
NMB48首個在京核心局的定期冠名節目。概念是「NMB48 Meets TOKYO!」。
關西出發的NMB48什麼也不知道在東京進行外景拍攝。每回東京23区的一個區進行挑戰外拍企劃，並由此制覇東京。

## 出演者

### 定期
- NMB48（一般是7人出演，所屬是節目播放時候）
  - Team N：小笠原茉由、門脇佳奈子、岸野里香、木下春奈、小谷里步、近藤里奈、上西惠、白間美瑠、福本愛菜、松田栞、山口夕輝、山田菜々、山本彩、吉田朱里、渡辺美優紀
  - 研究生：沖田彩華、城惠理子、矢倉楓子、木下百花、村上文香
- Peace：綾部祐二、又吉直樹

### 嘉賓
- 野性爆弾 - 第3集
- チャド・マレーン - 第3集
- 大島直也 - 第4集
- 黒田勇樹 - 第4集
- 山里亮太（南海キャンディーズ） - 第5集
- 秋本智仁（5GAP） - 第14集
- 中野謙吾（日本テレビアナウンサー） - 第20集

## 集數列表
| 集 | 播放日         | 特別区   | 任務                                                            |
| -- | -------------- | -------- | --------------------------------------------------------------- |
| 1  | 2011年 7月12日 | 台東区   | 集合10個知道NMB48的人!                                          |
| 2  | 7月19日        | 墨田区   | 大吃晴空塔的超大量飲食次旅                                      |
| 3  | 7月26日        | 品川区   | 禁止関西弁美食之旅!!                                            |
| 4  | 8月2日         | 澀谷区   | 退出藝能界的好話                                                |
| 5  | 8月9日         | 千代田区 | 理想的偶像學習会                                                |
| 6  | 8月16日        | 新宿区   | 探索韓流人氣的秘密之旅                                          |
| 7  | 8月23日        | 港区     | NMB48整人企劃!                                                  |
| 8  | 8月30日        | 江戶川区 | Team對抗搭配對決                                                |
| 9  | 9月13日        | 葛飾区   | 猜拳選抜應援企劃 現在山口的運氣不好!                            |
| 10 | 9月20日        | 江東区   | 鑽研搞笑之道! 道具裝呆之旅!                                     |
| 11 | 9月27日        | 荒川区   | NMB48的暴粗! 教導近藤綜藝節目的規則! 猜拳選抜大会 NMB48山口密着 |
| 12 | 10月5日        | 足立区   | 展現實力! 強運美食保齡球 猜拳選抜Get 恭喜山口! 企劃             |
| 13 | 10月12日       | 文京区   | NMB48笨蛋選手権                                                 |
| 14 | 10月19日       | 世田谷区 | 了解我更多! 又吉猜謎競賽                                        |
| 15 | 10月26日       | 杉並区   | 自己的事被討厭總選舉!                                           |
| 16 | 11月2日        | 板橋区   | 難波撫子漢堡祭                                                  |
| 17 | 11月9日        | 豐島区   | 東京紀念品大獎賽                                                |
| 18 | 11月16日       | 中野区   | NMB可愛王決定戰!                                                |
| 19 | 11月23日       | 目黑区   | 自由之丘套房享受之旅                                            |
| 20 | 11月30日       | 大田区   | 難波撫子大運動会                                                |
| 21 | 12月7日        | 中央区   | 蒙眼美食測驗 Team對抗! 御好燒對決                               |
| 22 | 12月14日       | 北区     | 朝まで生なにわ                                                  |
| 23 | 12月21日       | 練馬区   | NMB48認知度再次調査                                             |
| 24 | 12月28日       |          | NMB48搞笑王座決定戰 N-1大獎賽                                   |

## 主要環節
- 東京23区制覇!

当番組的主要企劃。

### 迷你環節
以下的環節是不定期進行。
- NMB48から寝る前の一言

成員1人向攝影機說一句話。
- 特技の時間
- 笑いの時間 - 搞笑NMB48

初回放送以搞笑姿勢讓NMB48的成員2人披露漫。
- 全力NMB48

## 音樂
- 片頭曲
  - 《絕滅黑髮少女》（第1集至第9集）
  - 《Oh My God!》（第10集至第24集）

## 播放電視台
| 播放地域   | 播放電視台 | 系列           | 播放期間                      | 播放日時             | 備註   |
| ---------- | ---------- | -------------- | ----------------------------- | -------------------- | ------ |
| 關東廣域圏 | 日本電視台 | 日本電視台系列 | 2011年7月12日－2011年9月27日  | 星期二 25:59 - 26:29 | 制作局 |
| 關東廣域圏 | 日本電視台 | 日本電視台系列 | 2011年10月5日－2011年12月28日 | 星期三 25:29 - 25:59 | 制作局 |
| 近畿廣域圏 | 讀賣電視台 | 日本電視台系列 | 2011年7月21日－2012年1月12日  | 星期四 26:08 - 26:38 | 遅15日 |

## 工作人員
- 企劃協力：秋元康
- 構成：桜井慎一、木南広明、森本雅也、石川裕郁
- 旁白：中野謙吾、菅谷大介、小熊美香（日本電視台播音員）、宮崎宣子（当時日本電視台播音員）
- TM：古川誠一
- TD：田熊克二
- CAM：松井光太郎
- AUD：石原雄一
- 技術協力：八峯テレビ、スタジオ38
- 編集：萩原誠
- MA：山田一宏
- 音効：幾代学
- 標題：アイヴリックスタジオ
- 研究：大森智仁
- 化妝：アートメイク・トキ
- 編成：穂積武信
- 編成企劃：植野浩之
- 宣傳：満松隆一郎
- TK：近藤奈々
- 企劃協力：窪田康志（AKS）、佐野裕一（田辺音楽出版）
- 協力：KYORAKU吉本.ホールディングス
- AD：石井護、尻高瞳
- AP：平沢務
- 舞台：富重裕子
- なにわなでしこ製作委員会：小野利恵子、小林将高、茶ノ前香、行実良、荒井寛太朗
- 主任：谷中憲、岩波純、常盤俊郎、中島太一
- 演出：新井秀和
- 製作人：島田勇夫
- 企劃・製作人：毛利忍
- 首席製作人：面高直子
- 制作協力：U-FIELD
- 企劃・制作：日本テレビ
- 製作著作：なにわなでしこ製作委員会

## 相關商品

### DVD
發售公司是バップ。
- NMB48東京制覇バラエティー「なにわなでしこ」Vol.1〜3（2011年12月27日發售）
- NMB48東京制覇バラエティー「なにわなでしこ」Vol.4〜6（2012年2月28日發售）
- NMB48東京制覇バラエティー「なにわなでしこ」DVD-BOX 1（2011年12月27日發售）
- NMB48東京制覇バラエティー「なにわなでしこ」DVD-BOX 2（2012年2月28日發售）

## 備註
- 2011年9月6日因2014 FIFA世界盃外圍賽・亞洲地区3次預選・烏茲別克對日本戰停播。

## 腳註
1. ↑  NMB48“東京進出”に大喜び「笑いへのこだわり見て」日テレ深夜で冠番組「なにわなでしこ」 まんたんウェブ（毎日新聞社） 2011年6月23日

## 外部連結
- 官方網站

| 日本 日本電視台 星期二 25:59 - 26:29 | 日本 日本電視台 星期二 25:59 - 26:29    | 日本 日本電視台 星期二 25:59 - 26:29 |
| ------------------------------------ | --------------------------------------- | ------------------------------------ |
|                                      | 難波撫子                                |                                      |
| 花邊教主 ※25:59 - 26:54              | 浜ちゃんが! ※移動到星期三 25:29 - 25:59 |                                      |
| 日本 日本電視台 星期三25:29 - 25:44  |                                         |                                      |
| 浜ちゃんが! ※25:29 - 25:59           | 難波撫子                                | 才不是這樣的偶像!?                   |
| 日本 日本電視台 星期三25:44 - 25:59  |                                         |                                      |
| 浜ちゃんが! ※25:29 - 25:59           | 難波撫子                                | にけつッ!! ※25:44 - 26:14            |